# Tristaniopsis clementis
Tristaniopsis clementis är en myrtenväxtart som först beskrevs av Elmer Drew Merrill, och fick sitt nu gällande namn av Peter G.Wilson och John Teast Waterhouse. Tristaniopsis clementis ingår i släktet Tristaniopsis och familjen myrtenväxter. Inga underarter finns listade i Catalogue of Life.